# 毒兵變著
毒兵變著是國際象棋開局西西里防禦的一種，走法為：
1.e4 c5 2.Nf3 d6 3.d4 cxd4 4.Nxd4 Nf6 5.Nc3 a6 6.Bg5 e6 7.f4 Qb6 8.Qd2 Qxb2
著名的毒兵變著棋賽，譬如1972年斯帕斯基與菲舍爾對弈的第11局便是採用毒兵變例，由斯帕斯基拿下決定性的勝利，也是斯帕斯基真正意義上地在1972冠軍賽智取菲舍爾的局賽。